# Amylolepiota
Amylolepiota es un género de hongos en la familia Agaricaceae.